# 33464 Melahudock
33464 Melahudock este o planetă minoră (asteroid), cu un diametru de 2,936 km, din centura de asteroizi. A fost descoperită pe 19 martie 1999 la Experimental Test Site⁠(d) de Lincoln Near-Earth Asteroid Research. 
Obiectul prezintă o orbită caracterizată de o semiaxă mare de 2,2571716 UAi, o excentricitate de 0,15, o înclinație de 3,70725 ° în raport cu ecliptica.